# Сорбо Серпико
Сорбо Серпико (итал. Sorbo Serpico) је насеље у Италији у округу Авелино, региону Кампанија.
Према процени из 2011. у насељу је живело 435 становника. Насеље се налази на надморској висини од 486 м. У овом месту је Дубровчанин Бенко Котруљевић написао своју познату књигу о трговини.

## Становништво
Према резултатима пописа становништва 2011. у општини је живело 594 становника.
| 1931. | 1936. | 1951. | 1961. | 1971. | 1981. | 1991. | 2001. | 2011. |
| ----- | ----- | ----- | ----- | ----- | ----- | ----- | ----- | ----- |
| 844   | 856   | 1.013 | 800   | 683   | 613   | 599   | 566   | 594   |